# Arved von Schultz
Arved Carl Ludwig von Schultz, auch Arved Schultz (* 14. November 1883 auf Gut Rinkuln bei Zabeln, Kurland; † 13. Dezember 1967 in Hilden bei Düsseldorf) war ein deutscher Geograph.

## Leben

### Herkunft und Familie
Er war der Sohn des Gutsbesitzers Erich von Schultz (1856–1932), u. a. 1892 Güterinspektor der Stadtgüter von Riga, und dessen Ehefrau Valerie von Moczulski aus Litauen.
Schultz heiratete am 4. April 1914 in Grünfelde bei Stuhm (Westpreußen) Hella Fanny Gertrud Suhr (* 24. April 1893 in Grünfelde; † 2. September 1952 in Düsseldorf-Benrath).

### Werdegang
Zunächst besuchte Schultz das deutsche von Eltz'sche Privatgymnasium in Riga und bestand 1904 die Reifeprüfung am dortigen Alexander-Gymnasium. 1904 bis 1905 studierte er an der Kaiserlichen Universität Dorpat. 1906 kam Schultz nach Berlin an die Friedrich-Wilhelms-Universität (heute Humboldt-Universität zu Berlin), um seine ab 1904 in Moskau und Dorpat begonnenen Studien fortzusetzen. Während der Ferien in den Jahren 1901–1904 führten Studienreisen in den Kaukasus und ins russische Mittelasien. Durch die Unruhen von 1905 wurde das Studium an der Universität Dorpat unterbrochen, und von Schultz unternahm eine halbjährige Studienreise in Zentralasien. Nach Rückkehr von dieser Reise ging von Schultz an die Universität Gießen, wo er sich dem Geographiestudium bei Wilhelm Sievers widmete. Nach einer weiteren Reise 1909 in den Pamir promovierte er 1914 in Gießen über die Pamir-Tadschiks.
Als Kriegsgeologe veröffentlichte von Schultz 1918 einen Bildatlas über Polen. Nach dem Ersten Weltkrieg ging er als Privatdozent für Geographie an die neue Universität Hamburg (Siegfried Passarge). 1923 wurde er als Nachfolger von Friedrichsen an die Albertus-Universität Königsberg berufen.
Schultz unternahm ausgedehnte Asienreisen und galt als einer der besten deutschen Russlandkenner seiner Zeit. Er war Kuratoriumsmitglied des Johann-Gottfried-von-Herder-Preises.

## Werke
- Die natürlichen Landschaften von Russisch-Turkestan, Geographical Review 1922
- Sibirien, 1923
- Aride Einebnung im Pamir, 1926
- Das Ussuri-Land, 1930
- mit K. Bouterwek, H. Anger, G. Wegener, H. Rosinski: Nordasien, Zentral- und Ostasien in Natur, Kultur und Wirtschaft, Handbuch der Geographischen Wissenschaft 1937
- Europäisches Rußland, 1937
- Der Erdteil Asien, Stuttgart 1950